# Doble Media Agua
La Doble Media Agua est une course cycliste argentine disputée autour de la localité de Media Agua, dans la province de San Juan. Créée en 1929, il s'agit de l'une des plus anciennes compétitions cyclistes du pays. Elle est organisée par le Club Ciclista Independiente,.

## Présentation
L'Argentin Marcelo Riveros détient le record de victoires avec cinq succès obtenus dans les années 1950 et 1960.
L'édition 2016 du mois de février se dispute sur deux étapes. 

## Palmarès
| Année     | Vainqueur              | Deuxième            | Troisième             |
| --------- | ---------------------- | ------------------- | --------------------- |
| 1929      | Alfredo Carrascosa     |                     |                       |
| 1930      | Domingo Palacios       |                     |                       |
| 1931      | Enrique Molinero       |                     |                       |
| 1932      | Enrique Molinero       |                     |                       |
| 1933      | Enrique Molinero       |                     |                       |
| 1934      | Roberto Zanelli        |                     |                       |
| 1935      | Juan Camargo           |                     |                       |
| 1936      | Roque Ligoule          |                     |                       |
| 1937      | Enrique Molinero       |                     |                       |
| 1938      | Hugo Blanco            |                     |                       |
| 1939      | Carlos Montenegro      |                     |                       |
| 1940      | Salvador Ortega        |                     |                       |
| 1941      | Juan Serrano           |                     |                       |
| 1942      | Hugo Blanco            |                     |                       |
| 1943      | Hugo Blanco            |                     |                       |
| 1944-1945 | ?                      | ?                   | ?                     |
| 1946      | Salvador Ortega        |                     |                       |
| 1947      | Salvador Ortega        |                     |                       |
| 1948      | Salvador Ortega        |                     |                       |
| 1949      | Hugo Blanco            |                     |                       |
| 1950      | Raimundo Narváez       |                     |                       |
| 1951      | Cornelio Tapia         |                     |                       |
| 1952      | Orlando Jofré          |                     |                       |
| 1953      | Marcelo Riveros        |                     |                       |
| 1954      | Luis Lozano            |                     |                       |
| 1955      | Francisco Villalobo    |                     |                       |
| 1956      | Marcelo Riveros        |                     |                       |
| 1957      | Óscar León             |                     |                       |
| 1958      | Marcelo Riveros        |                     |                       |
| 1959      | Alberto Vera           |                     |                       |
| 1960      | Marcelo Riveros        |                     |                       |
| 1961      | Néstor Giugni          |                     |                       |
| 1962      | Néstor Giugni          |                     |                       |
| 1963      | Arturo Bustos          |                     |                       |
| 1964      | Reinaldo Villavicencio |                     |                       |
| 1965      | Juan Zenón Fuentes     |                     |                       |
| 1966      | Arturo Bustos          |                     |                       |
| 1967      | Antonio Matesevach     |                     |                       |
| 1968      | Hugo Córdoba           |                     |                       |
| 1969      | ?                      | ?                   | ?                     |
| 1970      | Andrés Saavedra        |                     |                       |
| 1971      | Eduardo Bustos         |                     |                       |
| 1972      | Carlos Escudero        |                     |                       |
| 1973      | Óscar Luna             |                     |                       |
| 1974      | Ernesto Fernández      |                     |                       |
| 1975      | Roberto Bernard        |                     |                       |
| 1976      | Carlos Escudero        |                     |                       |
| 1977      | Antonio Matesevach     |                     |                       |
| 1978      | Juan Domingo Jácamo    |                     |                       |
| 1979      | Armando Ramírez        |                     |                       |
| 1980      | Roberto Bernard        |                     |                       |
| 1981      | Roberto Bernard        |                     |                       |
| 1982      | Sixto Nievas           |                     |                       |
| 1983      | Roberto Bernard        |                     |                       |
| 1984      | Luis Espinoza          |                     |                       |
| 1985      | Eduardo Chirino        |                     |                       |
| 1986      | José Contreras         |                     |                       |
| 1987      | Juan Domingo Palladini |                     |                       |
| 1988      | Daniel Castro          |                     |                       |
| 1989      | Alberto Bravo          |                     |                       |
| 1990      | ?                      | ?                   | ?                     |
| 1991      | Fabián Graziani        |                     |                       |
| 1992      | Leonardo Ferreira      |                     |                       |
| 1993      | Víctor Ordóñez         |                     |                       |
| 1994      | ?                      | ?                   | ?                     |
| 1995      | Diego Pérez            |                     |                       |
| 1996      | Carlos Escudero        |                     |                       |
| 1997      | Óscar Ramírez          |                     |                       |
| 1998      | Eduardo Mulet          |                     |                       |
| 1999      | Carlos Escudero        |                     |                       |
| 2000      | Oscar Villalobo        |                     |                       |
| 2001      | Jorge Giacinti         |                     |                       |
| 2002      | Ariel Mengual          |                     |                       |
| 2003      | Ariel Mengual          | Lucas Domínguez     | José L. Escobar       |
| 2004      | Pedro Prieto           |                     |                       |
| 2005      | Eduardo Vila           |                     |                       |
| 2006      | Pablo Brun             | Mauricio Arias      | Javier Páez           |
| 2007      | Emanuel Agüero         | Juan Gáspari        | Luis Jácamo           |
| 2008      | Darío Díaz             |                     |                       |
| 2009      | Marcos Crespo          | Héctor Lucero       | Darío Díaz            |
| 2010      | Fernando Escuela       | Javier Salas        | Sergio Godoy          |
| 2011      | Alejandro Quilci       | Daniel Zamora       | Sergio Montivero      |
| 2012      | Héctor Lucero          | Darío Díaz          | Elías Pereyra         |
| 2013      | pas de course          | pas de course       | pas de course         |
| 2014      | Diego Tivani           | Héctor Lucero       | Ricardo Escuela       |
| 2015      | Rubén Ramos            | Higiñio Lucero      | Jorge Sosa            |
| 2016 (1)  | Gerardo Tivani         | Daniel Zamora       | Cristian Romero       |
| 2016 (2)  | Nicolás Naranjo        | Adrián Richeze      | Ricardo Escuela       |
| 2017      | Mauricio Quiroga       | Gonzalo Miranda     | Héctor Lucero         |
| 2018      | pas de course          | pas de course       | pas de course         |
| 2019      | Gerardo Tivani         | Daniel Juárez       | Nicolás Tivani        |
| 2020      | Nicolás Tivani         | Camilo Vargas       | Maximiliano Navarrete |
| 2021 (1)  | Nicolás Tivani         | Gerardo Tivani      | Federico Vivas        |
| 2021 (2)  | Nicolás Tivani         | Ricardo Escuela     | Mauro Richeze         |
| 2022      | Laureano Rosas         | Gerardo Tivani      | Maximiliano Navarrete |
| 2023      | pas de course          | pas de course       | pas de course         |
| 2024 (1)  | Cristian Moyano        | Leonardo Cobarrubia | Mauricio Páez         |
| 2024 (2)  | Leonardo Cobarrubia    | Mauricio Páez       | Kevin Castro          |